# 1404 Ajax
Az 1404 Ajax (ideiglenes jelöléssel 1936 QW) egy kisbolygó a Naprendszerben. Karl Wilhelm Reinmuth fedezte fel 1936. augusztus 17-én, Heidelbergben. A Jupiter pályáján keringő Trójai csoport tagja.